# Hasan al-Haddad
Hasan Mahmud Chalid al-Haddad, Hassan El-Haddad, ar. حسن محمود خليل الحداد (ur. 5 lipca 1957 w Al-Minufijja, zm. 30 września 2017 w Kairze) – egipski zapaśnik walczący w stylu w obu stylach. Dwukrotny olimpijczyk. Czwarty w Los Angeles 1984 i odpadł w eliminacjach w Seulu 1988 w stylu wolnym. Czwarty w Seulu 1988 i piąty w Los Angeles 1984 w stylu klasycznym. Startował w kategoriach plus100-130 kg.
Wicemistrz i brązowy medalista igrzysk śródziemnomorskich w 1983 i 1987; czwarty w 1991 i piąty w 1979. Złoty medalista igrzysk afrykańskich w 1991 i brązowy w 1987. Zdobył siedem złotych medali na mistrzostwach Afryki, w 1982, 1984, 1985, 1988, 1989, 1990 i 1992. Trzeci na igrzyskach panarabskich w 1992. Mistrz arabski w 1987. Pierwszy i drugi na wojskowych MŚ w 1983. Drugi w Pucharze Świata w 1982; trzeci w 1986 i 1991; szósty w 1984 roku.
- Turniej w Los Angeles 1984 – styl klasyczny

Pokonał Włocha Antonio La Pennę i dwukrotnie Szweda Tomasa Johanssona, a przegrał z Rumunem Victorem Dolipschim i w rundzie finałowej z Grekiem Panajotisem Pikilidisem.
- Turniej w Los Angeles 1984 – styl wolny

Pokonał Japończyka Kōichiego Ishimoriego, Senegalczyka Mamadou Sakho, a przegrał z Kanadyjczykiem Robertem Molle’em i w rundzie finałowej z Turkiem Ayhanem Taşkınem.
- Turniej w Seulu 1988 – styl klasyczny

Pokonał zawodnika z Mauritiusa Navinda Ramsaraniego, Irakijczyka Farhana Mohammeda, Japończyka Kazuyę Deguchiego. Przegrał z Bułgarem Rangełem Gerowskim, a w rundzie finałowej ze Szwedem Tomasem Johanssonem.
- Turniej w Seulu 1988 – styl wolny

Zdyskwalifikowany po walce z Amerykaninem Bruce’em Baumgartnerem.